# Иван Атанасијевић
Иван Атанасијевић (Београд, 23. фебруар 1919 — Најмеген, 26. јун 1998) био је српски научник, оснивач радио-астрономије у Србији, пионир на пољу детекције галактичке радио-емисије заслужан за увођење астрофизике као засебног предмета на Београдском универзитету.
Рођен је у угледној адвокатској породици Атанасијевић којој је припадала и Ксенија Атанасијевић, прва жена доктор наука на Београдском Универзитету. Мајка Софија била је сестра београдског професора физике и научника Милана Дукића који је подржавао Ивана у његовим настојањима да се бави науком.
Још као ученик гимназије заинтересовао се за астрономију и сарађивао са научним часописом Сатурн. Већ 1936. изабран је за пуног члана Југословенског астрономског друштва. Редовне студије уписује у Београду и дипломира са просеком 9.98 и придружује се департману за физику. Постдипломске студије завршава у Паризу, радећи са француским пиониром радио-астрономије Марком Лафинеом у лабораторији Института за астрофизику на првим мерењима радио-емисије галаксије Млечни пут на таласној дужини 117 cm. Докторску дисертацију која је представљала наставак његовог истраживачког рада на студијама у Француској, брани пред Милутином Миланковићем.
Учествовао је у фотоелектричним мерењима Бета Лире бинарног звезданог система и анализи многих континуалних звезданих спектара. Доста времена проводи у швајцарској опсерваторији Јунгфраујох у Алпима где изводи мерења важна за даљи рад.
Постаје први предавач астрофизике на Београдском универзитету 1954. године. Такође је писац и првих уџбеника астрофизике и радио-астрономије у Србији. 1960. године постаје професор на Нимеген универзитету у Холандији где се до краја живота бави научним радом. Сматра се једним од пионира галактичке радио астрономије на светском нивоу. Његови радови су цитирани у светски реномираним научним часописима.
Био је члан Британског краљевског астрономског друштва, Италијанског астрономског друштва, Холандског астрономског клуба и сарадник Насе.